# Cnemoplites argodi
Cnemoplites argodi är en skalbaggsart som beskrevs av Auguste Lameere 1903. Cnemoplites argodi ingår i släktet Cnemoplites och familjen långhorningar. Inga underarter finns listade i Catalogue of Life.